# Campeonato Femenino de Fútbol de Asia Oriental de 2019
El Campeonato Femenino de Fútbol de Asia Oriental 2019 fue la séptima edición de ese torneo. Se desarrolló en Corea del Sur entre el 10 y el 17 de diciembre.

## Ronda preliminar

### Sedes
| Ciudad     | Estadio                      | Capacidad |
| ---------- | ---------------------------- | --------- |
| Ulán Bator | Estadio Nacional de Mongolia | 20.000    |

### Clasificación
| Selección                | PJ | PG | PE | PP | GF | GC | Dif. | Pts |
| ------------------------ | -- | -- | -- | -- | -- | -- | ---- | --- |
| Mongolia                 | 3  | 2  | 1  | 0  | 4  | 2  | +2   | 7   |
| Guam                     | 3  | 1  | 1  | 1  | 5  | 1  | +4   | 4   |
| Islas Marianas del Norte | 3  | 0  | 2  | 1  | 2  | 3  | −1   | 2   |
| Macao                    | 3  | 0  | 2  | 1  | 0  | 5  | −5   | 2   |

### Resultados
| Fecha                   | Lugar      |                          |                                     | Resultado |                                     |                          |
| ----------------------- | ---------- | ------------------------ | ----------------------------------- | --------- | ----------------------------------- | ------------------------ |
| 3 de septiembre de 2018 | Ulán Bator | Macao                    | Bandera de Macao                    | 0:5       | Bandera de Guam                     | Guam                     |
| 3 de septiembre de 2018 | Ulán Bator | Mongolia                 | Bandera de Mongolia                 | 3:2       | Bandera de Islas Marianas del Norte | Islas Marianas del Norte |
| 5 de septiembre de 2018 | Ulán Bator | Islas Marianas del Norte | Bandera de Islas Marianas del Norte | 0:0       | Bandera de Macao                    | Macao                    |
| 5 de septiembre de 2018 | Ulán Bator | Mongolia                 | Bandera de Mongolia                 | 1:0       | Bandera de Guam                     | Guam                     |
| 7 de septiembre de 2018 | Ulán Bator | Guam                     | Bandera de Guam                     | 0:0       | Bandera de Islas Marianas del Norte | Islas Marianas del Norte |
| 7 de septiembre de 2018 | Ulán Bator | Mongolia                 | Bandera de Mongolia                 | 0:0       | Bandera de Macao                    | Macao                    |

## Segunda ronda

### Sedes
| Ciudad | Estadio                      | Capacidad |
| ------ | ---------------------------- | --------- |
| Dededo | GFA National Training Center | 5.000     |

### Clasificación
| Selección    | PJ | PG | PE | PP | GF | GC | Dif. | Pts |
| ------------ | -- | -- | -- | -- | -- | -- | ---- | --- |
| China        | 3  | 3  | 0  | 0  | 18 | 0  | +18  | 9   |
| China Taipéi | 3  | 2  | 0  | 1  | 8  | 2  | +6   | 6   |
| Hong Kong    | 3  | 1  | 0  | 2  | 3  | 8  | −5   | 3   |
| Mongolia     | 3  | 0  | 0  | 3  | 0  | 19 | −19  | 0   |

### Resultados
| Fecha                  | Lugar  |              |                                       | Resultado |                                       |              |
| ---------------------- | ------ | ------------ | ------------------------------------- | --------- | ------------------------------------- | ------------ |
| 1 de diciembre de 2018 | Dededo | China Taipéi | Bandera de China Taipéi               | 2:0       | Bandera de Hong Kong                  | Hong Kong    |
| 1 de diciembre de 2018 | Dededo | China        | Bandera de la República Popular China | 10:0      | Bandera de Mongolia                   | Mongolia     |
| 3 de diciembre de 2018 | Dededo | Hong Kong    | Bandera de Hong Kong                  | 0:6       | Bandera de la República Popular China | China        |
| 3 de diciembre de 2018 | Dededo | China Taipéi | Bandera de China Taipéi               | 6:0       | Bandera de Mongolia                   | Mongolia     |
| 5 de diciembre de 2018 | Dededo | Mongolia     | Bandera de Mongolia                   | 0:3       | Bandera de Hong Kong                  | Hong Kong    |
| 5 de diciembre de 2018 | Dededo | China        | Bandera de la República Popular China | 2:0       | Bandera de China Taipéi               | China Taipéi |

## Ronda final

### Sedes
| Ciudad | Estadio                 | Capacidad |
| ------ | ----------------------- | --------- |
| Busan  | Estadio Asiad de Busan  | 53 864    |
| Busan  | Estadio de Busan Gudeok | 12.349    |

### Clasificación
| Selección     | PJ | PG | PE | PP | GF | GC | Dif. | Pts |
| ------------- | -- | -- | -- | -- | -- | -- | ---- | --- |
| Japón         | 3  | 3  | 0  | 0  | 13 | 0  | +13  | 9   |
| Corea del Sur | 3  | 1  | 1  | 1  | 3  | 1  | +2   | 4   |
| China         | 3  | 1  | 1  | 1  | 1  | 3  | −2   | 4   |
| China Taipéi  | 3  | 0  | 0  | 3  | 0  | 13 | −13  | 0   |

### Resultados
| Fecha                   | Lugar          |               |                                       | Resultado |                                       |              |
| ----------------------- | -------------- | ------------- | ------------------------------------- | --------- | ------------------------------------- | ------------ |
| 10 de diciembre de 2019 | Busan (Gudeok) | Corea del Sur | Bandera de Corea del Sur              | 0:0       | Bandera de la República Popular China | China        |
| 11 de diciembre de 2019 | Busan (Asiad)  | China Taipéi  | Bandera de China Taipéi               | 0:9       | Bandera de Japón                      | Japón        |
| 14 de diciembre de 2019 | Busan (Gudeok) | China         | Bandera de la República Popular China | 0:3       | Bandera de Japón                      | Japón        |
| 15 de diciembre de 2019 | Busan (Asiad)  | Corea del Sur | Bandera de Corea del Sur              | 3:0       | Bandera de China Taipéi               | China Taipéi |
| 17 de diciembre de 2019 | Busan (Gudeok) | China Taipéi  | Bandera de China Taipéi               | 0:1       | Bandera de la República Popular China | China        |
| 17 de diciembre de 2019 | Busan (Gudeok) | Corea del Sur | Bandera de Corea del Sur              | 0:1       | Bandera de Japón                      | Japón        |